# František Dušek
František Dušek – szermierz reprezentujący Królestwo Czech, brązowy medalista olimpijski.
Na igrzyskach olimpijskich w Londynie w 1908 roku razem z Vilémem Goppoldem von Lobsdorfem, Vlastimilem Ladą-Sázavským, Otakarem Ladą i Bedřichem Schejbalem zajął też trzecie miejsce w turnieju drużynowym. W turnieju indywidualnym odpadł w pierwszej rundzie. Startował również w turnieju szpady indywidualnej, w którym także odpadł w pierwszej rundzie. 
Nie zdobył medalu mistrzostw świata.